# Isla Bruce
Isla Bruce är en ö i Chile.   Den ligger i regionen Región de Magallanes y de la Antártica Chilena, i den södra delen av landet, 2 400 km söder om huvudstaden Santiago de Chile. Arean är 2,1 kvadratkilometer.
Terrängen på Isla Bruce är lite kuperad. Öns högsta punkt är 196 meter över havet. Den sträcker sig 1,5 kilometer i nord-sydlig riktning, och 2,5 kilometer i öst-västlig riktning.
Trakten runt Isla Bruce är nära nog obefolkad, med mindre än två invånare per kvadratkilometer.